# Xavier Carbonell i Serra
Xavier Carbonell i Serra (* 4. Juni 1942 in Olot; † 3. August 2015 ebenda) war ein katalanischer Maler, Bildhauer und Lithograf mit großer internationaler Bedeutung, der in der Tradition der Schule von Olot stand. Er war der Sohn des katalanischen Malers Lluís Carbonell i Colom. Er war verheiratet mit der bekannten katalanischen Bildhauerin Rosa Serra i Puigvert.

## Leben und Werk

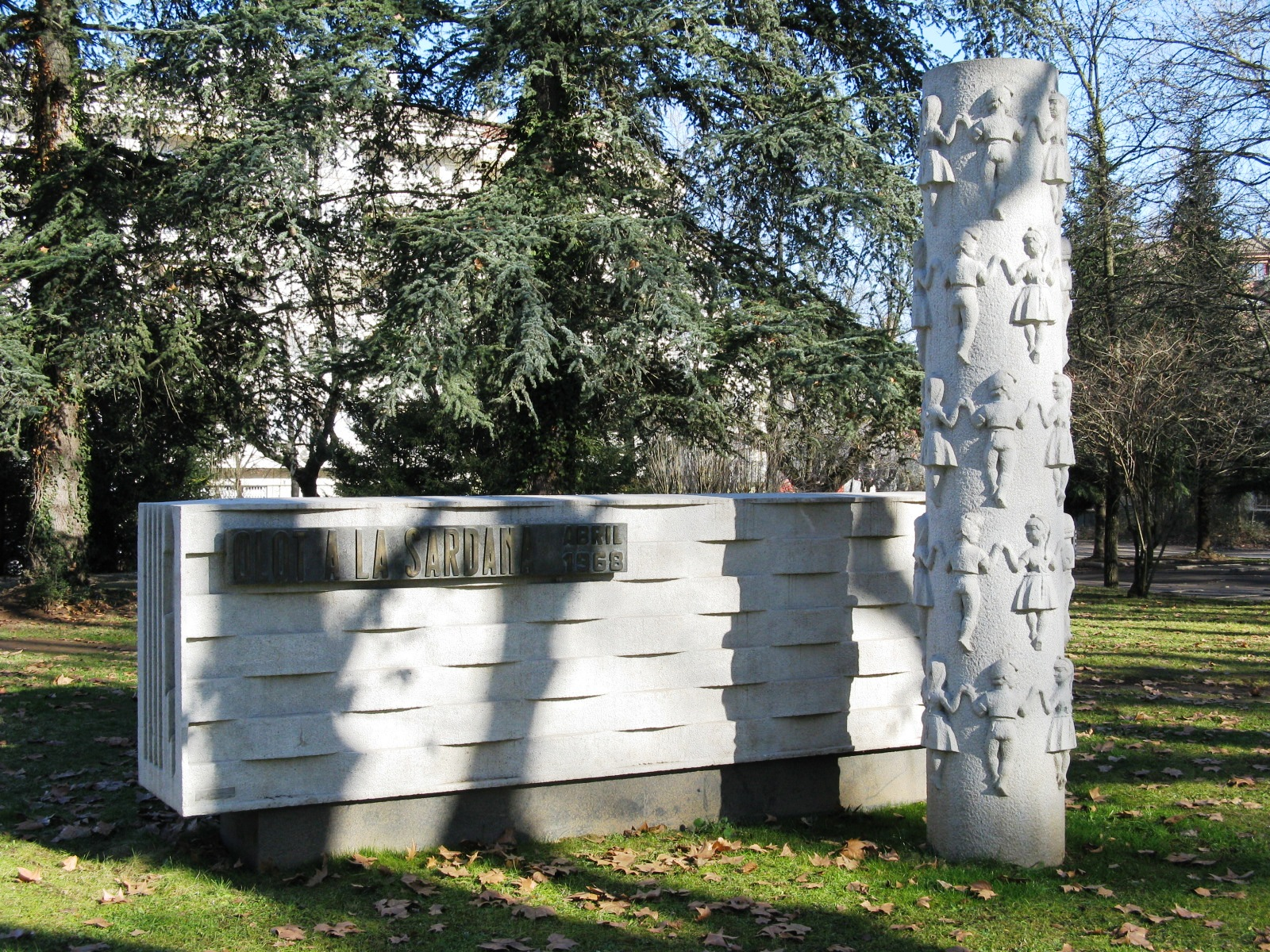
Das Sardanadenkmal in Olot von Xavier Carbonell errichtet zur Pubillatge von 1968

Carbonell besuchte die Grund- und Realschule in Olot. Bereits im Alter von sieben Jahren erwarb er in der privaten Kunstakademie seines Vaters erste Erfahrungen in der Bildenden Kunst. Mit elf Jahren schrieb er sich in der Kunstakademie von Olot ein und absolvierte zwölf Jahre lang von der Akademie angebotene Kurse in Zeichnen, Perspektive, Szenografie, Gravur, Skulptur. Später kehrte er nochmals in diese Akademie zurück, um bestimmte Techniken wie Lithografie, Keramik und Emaille zu perfektionieren. 1974 lernte er im Atelier „La Grand Chaumière“ in Paris das Zeichnen von Modellen in Bewegung. 1982 ging er zu Kunststudien nach Mailand und Florenz. 1986 ging er nach Paris in das Atelier „La Grand Chaumière“ zurück, um dort zu arbeiten. 1990 ging er zum Studium des Werkes von Gustav Klimt nach Wien.

### Äußere Entwicklung des Werkes
1971 begann die Etappe seiner Ausstellungen zunächst in Katalonien, die sich ab 1993 mit einer Ausstellung in Florida zu einer internationalen Ausstellungskarriere weitete. Carbonell hatte seit 1971 über 100 Ausstellungen unter anderem in Olot (9), Barcelona (11), Madrid (10), Genf (5), Zürich, Wien, Paris, Los Angeles, Miami und New York City. Seine letzten Ausstellungen fanden 2012 in Las Vegas und 2013 in Houston statt. In den letzten 20 Jahren seines Lebens war er ständig künstlerisch in den Vereinigten Staaten präsent. Hierdurch gewann sein Werk den absolut offenen und innovativen Charakter. Die internationale Karriere hat ihn in keiner Weise von Olot entfremdet. Dort unterstützte er in dieser Zeit das Kunstleben der Stadt beispielsweise durch die Gestaltung der Dekoration von Theaterausstellungen, von Kunstplakaten und der Illustration von Zeitschriftenartikeln über lokale Kulturveranstaltungen. Jugendlichen und interessierten Erwachsenen gab er häufig in Zusammenarbeit mit seinem Vater in seinem Atelier Mal- und Zeichenunterricht. Carbonell ist der bildhauerische Urheber des Sardana-Denkmals von Olot. Weiterhin hat er das Porträt des Schriftstellers Joan Teixidor i Comes gemalt. 2013 veröffentlichte Carbonell anlässlich einer Kulturtagung den Essay „Erfahrungen in der Kunstwelt von Olot“. 2007 wurde Carbonell wegen seiner herausragenden Leistungen im Bereich der Kultur die Auszeichnung „Garrotxí de l’Any“ (Persönlichkeit des Jahres aus der Garrotxa) verliehen. Carbonell wurde von der Stadt Olot zu ihrem Ehrenbürger ernannt. Zahlreiche Monographien beschäftigen sich mit dem künstlerischen Werk von Xavier Carbonell. Werke des Künstlers werden unter anderem in folgenden Museen und öffentlichen Gebäuden präsentiert: Garrotxa-Museum (Olot), Kunstmuseum Girona (Col·lecio Diputació de Girona), Kunstmuseum Barcelona (Col·lecio Diputació de Barcelona), im Olympischen Museum und im Sitzungssaal des Internationalen Olympischen Komitees in Lausanne (dort der Bilderzyklus „Olympische Philosophie“), im Palast der Zarzuela in Madrid, am Sitz der UNESCO in Paris, im Europaparlament in Straßburg, im Palast der schönen Künste in Mexiko-Stadt sowie in einigen Museen und öffentlichen Institutionen in den Vereinigten Staaten.

### Innere Entwicklung des Werkes
Miralles sieht als die entscheidende Determinante im künstlerischen Werk von Carbonell die Zeit an. Zeit steht einerseits für die extern-chronologisch ablaufende andererseits für die innerlich-affektive Größe, die jeden Menschen berührt. Carbonell ist 1974 nach der Rückkehr aus Paris in seiner Künstlerpersönlichkeit entscheidend gereift. Er beschäftigt sich nach wie vor mit dem Sujet der Landschaft. Seine Bilder erklären spätestens seit der Ausstellung von 1976 in Bilbao dem Betrachter vollkommen intuitiv und ganzheitlich-eingängig ein Motiv in seinem Werden, Reifen und Vergehen, eben ein Motiv in seiner inneren Zeitdimension. Bäume im Frühling müssen nicht zwangsläufig Blätter tragen. Die Darstellung der Zeit realisiert Carbonell über feinste Farbabstufungen und Pastelltöne. Die reine Landschaft transzendiert so – ähnlich wie bei den Impressionisten – in ihre Zeit- und Sinndimension. Ab etwa 1978 wendet sich Carbonell einer neuen Thematik und Motivik zu. Er bildet Gebäude, Möbel und auch anonyme Personen (diese nach alten Fotografien) vom Anfang des 20. Jahrhunderts künstlerisch ab. Er realisiert gewissermaßen aufs neue diesen vergangenen Zeitgeist, nicht in einem ikonografischen, sondern in einem affektiv-emotionalen Sinn. Wieder werden Farben das Mittel, mit dem er seine „Bildgeschichten“ in ihrer Zeitdimension erzählt. Jetzt gewinnen neben den klassischen Landschaften auch Stadtlandschaften, Interieurs, Stillleben und sogar Darstellungen von Personen ihre faszinierende Tiefendimension in der Zeit. 1992 reiste Carbonell erstmals nach New York. Hier unterzog er dann die Skyline dieser Stadt der beschriebenen, ihm spezifischen künstlerischen Behandlung. Das Resultat sind die weltbekannten, immer wieder bewunderten New York-Bilder des Künstlers. Xavier Carbonell verstarb am 3. August 2015 nach längerer Krankheit in seiner Heimatstadt Olot.